# 碣石山 (山东)
碣石山是位于中華人民共和國山东省滨州市无棣县碣石山镇的一座火山，也是鲁北平原唯一的一座山。碣石山海拔63.4米，方圆0.39平方千米。此山形成于新生代第四纪更新世，属于火山喷发形成的锥形复合火山堆，由火山弹、火山灰、火山烁、火山熔岩构成。夏商时就始称碣石山，春秋时称无棣山，魏晋时称盐山，唐代称马谷山，元朝称大山，传说當地为曹操东临观海之处。现碣石山为山東省级地质遗迹自然保护区，还建有地震与火山博物馆。